# Chris Greenman
Chris Greenman (sinh ngày 22 tháng 12 năm 1968) là một hậu vệ bóng đá người Anh đã giải nghệ.